# Harm Zeinstra
Harmen Zeinstra, detto Harm (Leeuwarden, 21 luglio 1989), è un ex calciatore olandese, di ruolo portiere.

## Statistiche

### Presenze e reti nei club
Statistiche aggiornate al 31 luglio 2018.
| Stagione        | Squadra         | Campionato      | Campionato | Campionato | Coppe nazionali | Coppe nazionali | Coppe nazionali | Coppe continentali | Coppe continentali | Coppe continentali | Altre coppe | Altre coppe | Altre coppe | Totale | Totale | Totale |
| Stagione        | Squadra         | Comp            | Pres       | Reti       | Comp            | Pres            | Reti            | Comp               | Pres               | Reti               | Comp        | Pres        | Reti        | Pres   | Reti   |        |
| --------------- | --------------- | --------------- | ---------- | ---------- | --------------- | --------------- | --------------- | ------------------ | ------------------ | ------------------ | ----------- | ----------- | ----------- | ------ | ------ | ------ |
| 2009-2010       | Emmen           | ED              | 26         | -56        | CO              | 1               | -4              | -                  | -                  | -                  | -           | -           | -           | 27     | -60    |        |
| 2010-2011       | Emmen           | ED              | 34         | -64        | CO              | 1               | -3              | -                  | -                  | -                  | -           | -           | -           | 35     | -67    |        |
| 2011-2012       | Emmen           | ED              | 34         | -73        | CO              | 1               | -3              | -                  | -                  | -                  | -           | -           | -           | 35     | -76    |        |
| 2012-2013       | Emmen           | ED              | 1          | -1         | CO              | 0               | 0               | -                  | -                  | -                  | -           | -           | -           | 1      | -1     |        |
| Totale Emmen    | Totale Emmen    | Totale Emmen    | 95         | -194       |                 | 3               | -10             |                    | -                  | -                  |             | -           | -           | 98     | -204   |        |
| 2013-2014       | Cambuur         | E               | 4          | -8         | CO              | 0               | 0               | -                  | -                  | -                  | -           | -           | -           | 4      | -8     |        |
| 2014-2015       | Cambuur         | E               | 2          | -2         | CO              | 4               | -3              | -                  | -                  | -                  | -           | -           | -           | 6      | -5     |        |
| 2015-2016       | Cambuur         | E               | 8          | -18        | CO              | 0               | 0               | -                  | -                  | -                  | -           | -           | -           | 8      | -18    |        |
| 2016-2017       | Cambuur         | ED              | 28+2       | -27 + -3   | CO              | 1               | 0               | -                  | -                  | -                  | -           | -           | -           | 31     | -30    |        |
| Totale Cambuur  | Totale Cambuur  | Totale Cambuur  | 42+2       | -55 + -3   |                 | 5               | -3              |                    | -                  | -                  |             | -           | -           | 49     | -61    |        |
| 2017-2018       | Heracles Almelo | E               | 0          | 0          | CO              | 1               | -1              | -                  | -                  | -                  | -           | -           | -           | 1      | -1     |        |
| Totale carriera | Totale carriera | Totale carriera | 137+2      | -249 + -3  |                 | 9               | -14             |                    | -                  | -                  |             | -           | -           | 148    | -266   |        |